# Jochen Vetter
Jochen Vetter (geb. 1949 in Duisburg) ist ein deutscher Musiker, Filmemacher, Maler und Journalist.

## Leben und Wirken
Jochen Vetter studierte Oboe an der Westfälischen Schule für Musik in Münster bei Reinhard Lüttmann, beendete aber diese Ausbildung nach einem Schädelbruch und stieg um auf die Blockflöte, mit der er bereits einige Wettbewerbe gewonnen hatte. Als Journalist begann Vetter 1967 als freier Mitarbeiter bei der Münsterschen Zeitung. Ab 1971 wurde er Redakteur bei der nmz und arbeitete freischaffend, unter anderem für Incontri, Frankfurter Rundschau, epd Kirche und Film, Luzerner Neuste Nachrichten, WAZ, Tagesspiegel, sowie für den Hörfunk, zum Beispiel RIAS, Südwestfunk, Radio Bremen und WDR. Seine Spezialgebiete waren Musik, Film, Theater und kulturpolitische Themen.
Als Musiker wurde er in den 1970er Jahren nach seinem Bruder Michael einer der ersten Obertonsänger in Deutschland mit internationalen Konzerttourneen zwischen Berlin, Wien und Kabul, sowie Aufnahmen in Hörfunk und Fernsehen. Seine Innervoices (mit Helmut Scherner, 1981) war eine der ersten Schallplatten, die Obertongesang so explizit thematisierte. Mit Scherner gab er dann zahlreiche Konzerte mit Obertonimprovisatonen (Sitar, Stimme, Flöte, Klangschalen, Gong, Tambura) und einem „klassischen“ Teil mit Renaissancemusik und Folklore (Blockflöte und Laute/Gitarre). In den 1990er Jahren zog er sich weitgehend aus dem öffentlichen Musikleben zurück und trat überwiegend als Filmemacher in Erscheinung, bis er dann 1998 mit seinen langjährigen Partnern Helmut und Doris Scherner eine neue CD herausbrachte Grundlos (Label Extraplatte), der dann in den folgenden Jahren etliche Aufnahmen folgten.
Als Filmemacher arbeitete Vetter in den meisten Filmen mit seiner Partnerin Monika Zurhake zusammen. Gemeinsam waren sie zuständig für Filmkonzeption, Kamera, Ton, Regie, Schnitt und Produktion. In der Zeit zwischen 1982 und 2013 entstanden zahlreiche Filme für das Fernsehen (unter anderem Sesamstraße), Ministerien, Städte, Verbände und private Auftraggeber. Daneben initiierten sie als Künstlergemeinschaft servizio OM verschiedene Projekte.
Als Maler improvisierte er mit Filzstift, Feder und Pinsel über das Eigenleben von Linien. Auf Anregung seines Bruders Michael erweiterte er diese „Linienmonologe“ in Ausstellungen und Kursen mit den Besuchern zu „Grafischen Dialogen“.

## Diskografie
- Innervoices. Das Innenleben des Tones. Mit Helmut Scherner (Silent Sun; 1981)
- Invocationes / Praevocationes. Mit u. a. Roberto Laneri, Christian Bollmann. In: Vor der Flut. Hommage an einen Wasserspeicher (Eigelstein Musikproduktion; 1985)
- Zeit Zeichen. Musik für eine Rathausuhr. Mit Helmut und Doris Scherner (1986)
- Grundlos. Musik für ein unbekanntes Ohr. Mit Helmut und Doris Scherner (Extraplatte; 1998)
- Das Innenleben des Tons. Musik für einen Klangtempel (Extraplatte; 1999)
- Sonne / Shiva-Shakti (Obertongesang: Jochen Vetter). In: Joachim E. Behrendt: Planetentöne Vol.1  (Universal; 1999)

## Klang-Einrichtungen (Auswahl)
- Farbräume - Raumklänge - Klangfarben. Mit Helga Jöster, Theater Remscheid 1981[11]
- Die Riesen vom Berge. Mit Peter Kaizar, Wiener Festwochen, 1985
- Zeit Zeichen. Rathausuhr in Wesseling 1986–1988
- Sternstundenklänge. Berlin, 750-jähriges Jubiläum, 1987
- Nadjaave. Mit Ave N. Sandler, Biennale Venedig (ca. 1988)

## Radiosendungen
- Afghanisch-Indisch-Deutsches Musikfestival Goethe-Institut Kabul 1979. WDR III, 3. Juni 1980
- Scherz, Satire, Parodie und tiefere Bedeutung. WDR III, 25. April 1981
- Musik und Ritus. (90 Minuten) WDR III, 14. April 1982

## Filmografie (Auswahl)
- 1982: Der Hohe Berg der Musik (mit Heinz Trenczak,  WDR III)[12]
- 1986: In allen Dingen steckt Musik (WDR III)
- 1989: Aus der Starre ins Leben  (WDR III)
- 1990: Alltagskultur (WDR III)
- 1992: Apfelbäumchen stillgestanden!  (Institut für Bildung und Kultur, Remscheid)
- 1992/93:Deutschlandmärchen (Bundesinnenministerium des Innern)

- 1996: Avec sans soleil (Privatbesitz)
- 1998: Ein Dorfplatz mitten in der Stadt (WDR III)
- 1995–1998: Aggression, die Energie zum Leben  /  Angst Macht Gewalt  /  Das Faire Streiten (FWU)
- 1999/2000: Vom Finden und Erfinden (Landesverband der Jugendkunstschulen Niedersachsen)[9]
- 2001–2005: Zukunft gestalten (AID)
- 2002/2004: 29 semidokumentarische Kurzfilme (für Sesamstraße, NDR)

### Projekte Künstlergemeinschaftservizio OM
- 1983: VideoFilmTage Rheinland-Pfalz. Koblenz[13]
- 1984/85: Hören Sehen Staunen. Synagoge Pulheim-Stommeln[14]
- 1986/88: Zeit Zeichen. Rathausuhr Wesseling[15]
- 1998–2006: Schwarzenberger Herbst. LAG Südlicher Steigerwald
- 2003: Oasen der Sinne. LAG Südlicher Steigerwald[16]
- 2004: Dorflinde. LAG Südlicher Steigerwald[17]
- 2016–2018:  Wer bin ich - und was kann ich?  (Videoprojekt, BSZ Scheinfeld)[18]

## Ausstellungen und Aktionen
- 1975/1977/1978: Landesmuseum Münster  (Obertongesang und Grafische Dialoge)
- 1978: Szene der Jugend, Salzburg  (Konzerte, Obertongesang und Grafische Dialoge)
- 1978–1982: Ev. Akademie Hofgeismar  (Konzerte, Obertongesang und Grafische Dialoge)
- 1979: Goethe-Institut Kabul (Konzerte, Obertongesang und Grafische Dialoge)
- 1982: Akademie der Künste Berlin (Obertongesang und Grafische Dialoge)
- 1983: Internationales Jugendfestspieltreffen Bayreuth  (Obertongesang und Grafische Dialoge)
- 1984/1985: Synagoge Pulheim-Stommeln (Ausstellung, Konzerte und Grafische Dialoge)
- 1997–2003: Ev. Akademie Iserlohn ("Das Innenleben des Tons" - Konzerte, Obertongesang und Grafische Dialoge)
- 1998–2009: Thüringische Sommerakademie Böhlen (Konzerte, Obertongesang und Grafische Dialoge)
- 2000: Händel-Haus, Halle (Konzert und Ausstellung)

## Schriften (Auswahl)
- Weltraumflug des Denkens, Schneckengang des Schreibens oder: Sprache ist Wortbruch.  In: das Pult 1981, S. 16–19.
- Film-Musik: Film als Musik, Musik zum Film -  In: epd Film Nr. 6/7, Juni/Juli 1981.
- Von Agfa bis Omo -  In: Dokumentation der 1. Rheinland-Pfälzischen Videotage Koblenz", 1983
- Der Musikfilm - Auseinandersetzung mit den Tonfällen des Lebens - In: epd Film, 12/1984, S. 20–22.
- Wider die Pädagogisierung der Kultur - Am Beispiel der Musik.  In: Kulturpädagogik 1992 (Hrsg. Akademie Remscheid).